# Eivind Holmsen
Eivind Holmsen (ur. 5 lipca 1894 w Bergu, zm. 22 marca 1990 w Moss) – norweski strzelec sportowy, olimpijczyk z Paryża 1924.
Na igrzyskach olimpijskich w 1924 wystartował w strzelaniu do celów latających, indywidualnie był dziewiętnasty, a drużynowo siódmy.